# Secretaría de Infraestructura, Comunicaciones y Transportes

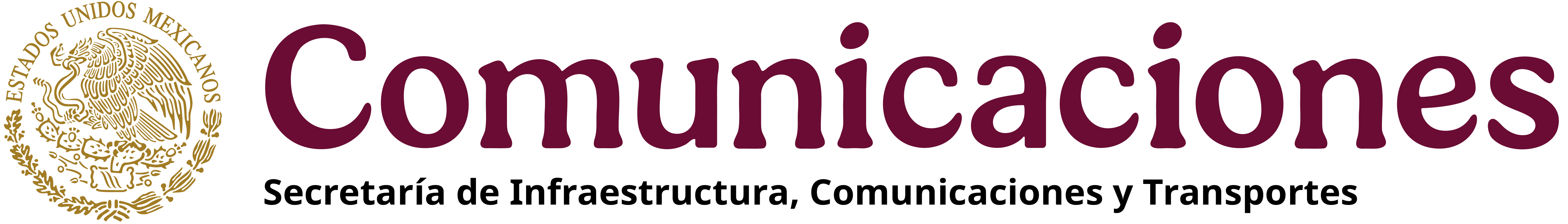
SICT

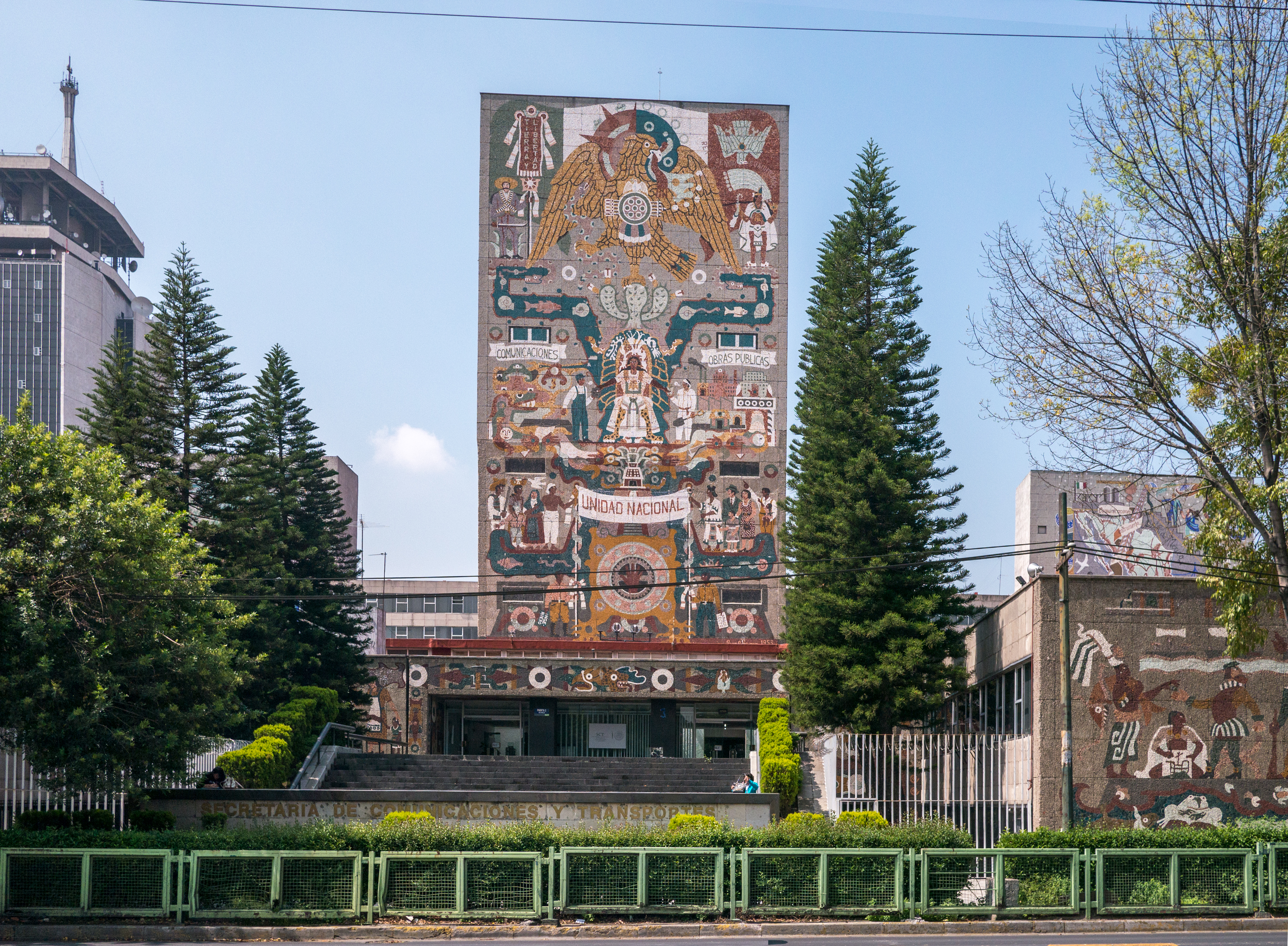
Nördlicher Eingang mit Gestaltung von Juan O’Gorman

Das Secretaría de Infraestructura Comunicaciones y Transportes (SICT) ist das politische „Sekretariat (der Regierung) für Infrastruktur, Kommunikation und Verkehr“ in Mexiko. Als Sekretariat der Regierung ist es vergleichbar mit einem Ministerium einer Staatsregierung, also ein Post- und Verkehrsministerium.
Es wurde im August 1891 als „Postsekretariat“ (Secretaría de Comunicaciones) gegründet. 1920 wurde der Aufgabenbereich um die Zuständigkeit für das öffentliche Bauwesen erweitert und das Sekretariat wurde umbenannt in Secretaría de Comunicaciones y Obras Públicas (SCOP). Die heutige Bezeichnung trägt es seit 1959.
Das SCT ist gegliedert in drei Untersekretariate (Subsecretaría) für „Kommunikation“, „Transport“ (Planeación Turística) und „Innovation und Qualität“ (Innovación y Calidad). Ihm ist die Körperschaft für staatliche Straßen- und Brückenbau Caminos y Puentes Federales unterstellt.

## Bisherige Sekretäre
Das Amt eines „Secretario“ / einer „Secretaria“ der Regierung in Mexiko ist vergleichbar mit dem eines Ministers einer Staatsregierung.
| Amtsinhaber                                                              | Amtszeit                                  | Präsident                                 | Zeitraum                                  |
| Secretario / Secretaria de Comunicaciones                                | Secretario / Secretaria de Comunicaciones | Secretario / Secretaria de Comunicaciones | Secretario / Secretaria de Comunicaciones |
| ------------------------------------------------------------------------ | ----------------------------------------- | ----------------------------------------- | ----------------------------------------- |
| Manuel Rodríguez Gutiérrez                                               | 1917–1920                                 | Venustiano Carranza                       | 1917–1920                                 |
| Pascual Ortiz Rubio                                                      | 1920                                      | Adolfo de la Huerta                       | 1920                                      |
| Secretario / Secretaria de Comunicaciones y Obras Públicas               |                                           |                                           |                                           |
| Pascual Ortiz Rubio                                                      | 1920–1921                                 | Álvaro Obregón                            | 1920–1924                                 |
| Amado Aguirre Santiago                                                   | 1921–1924                                 | Álvaro Obregón                            | 1920–1924                                 |
| Adalberto Tejeda                                                         | 1924–1925                                 | Plutarco Elías Calles                     | 1924–1928                                 |
| Eduardo Ortíz                                                            | 1925–1926                                 | Plutarco Elías Calles                     | 1924–1928                                 |
| Ramón Ross                                                               | 1926–1928                                 | Plutarco Elías Calles                     | 1924–1928                                 |
| Javier Sánchez Mejorada                                                  | 1928–1930                                 | Emilio Portes Gil                         | 1928–1930                                 |
| Juan Andrew Almazán                                                      | 1930–1931                                 | Pascual Ortiz Rubio                       | 1930–1932                                 |
| Gustavo P. Serrano                                                       | 1931–1932                                 | Pascual Ortiz Rubio                       | 1930–1932                                 |
| Miguel M. Acosta Guajardo                                                | 1932                                      | Pascual Ortiz Rubio                       | 1930–1932                                 |
| Miguel M. Acosta Guajardo                                                | 1932–1934                                 | Abelardo L. Rodríguez                     | 1932–1934                                 |
| Rodolfo Elías Calles                                                     | 1934–1935                                 | Lázaro Cárdenas del Río                   | 1934–1940                                 |
| Francisco J. Múgica                                                      | 1935–1939                                 | Lázaro Cárdenas del Río                   | 1934–1940                                 |
| Melquiades Angulo                                                        | 1939–1940                                 | Lázaro Cárdenas del Río                   | 1934–1940                                 |
| Jesús de la Garza                                                        | 1940–1941                                 | Manuel Ávila Camacho                      | 1940–1946                                 |
| Maximino Ávila Camacho                                                   | 1941–1945                                 | Manuel Ávila Camacho                      | 1940–1946                                 |
| Pedro Martínez Tornel                                                    | 1945–1946                                 | Manuel Ávila Camacho                      | 1940–1946                                 |
| Agustín García López                                                     | 1946–1952                                 | Miguel Alemán Valdés                      | 1946–1952                                 |
| Carlos Lazo                                                              | 1952–1955                                 | Adolfo Ruiz Cortines                      | 1952–1958                                 |
| Walter Cross Buchanan                                                    | 1955–1958                                 | Adolfo Ruiz Cortines                      | 1952–1958                                 |
| Secretario / Secretaria de Comunicaciones y Transportes                  |                                           |                                           |                                           |
| Walter Cross Buchanan                                                    | 1958–1964                                 | Adolfo López Mateos                       | 1958–1964                                 |
| José Antonio Padilla Segura                                              | 1964–1970                                 | Gustavo Díaz Ordaz                        | 1964–1970                                 |
| Eugenio Méndez Docurro                                                   | 1970–1976                                 | Luis Echeverría Álvarez                   | 1970–1976                                 |
| Emilio Mújica Montoya                                                    | 1976–1982                                 | José López Portillo                       | 1976–1982                                 |
| Rodolfo Félix Valdez                                                     | 1982–1984                                 | Miguel de la Madrid                       | 1982–1988                                 |
| Daniel Díaz Díaz                                                         | 1984–1988                                 | Miguel de la Madrid                       | 1982–1988                                 |
| Andrés Caso Lombardo                                                     | 1988–1992                                 | Carlos Salinas de Gortari                 | 1988–1994                                 |
| Emilio Gamboa Patrón                                                     | 1992–1994                                 | Carlos Salinas de Gortari                 | 1988–1994                                 |
| Guillermo Ortiz Martínez                                                 | 1994                                      | Ernesto Zedillo                           | 1994–2000                                 |
| Carlos Ruiz Sacristán                                                    | 1994–2000                                 | Ernesto Zedillo                           | 1994–2000                                 |
| Pedro Cerisola y Weber                                                   | 2000–2006                                 | Vicente Fox                               | 2000–2006                                 |
| Luis Téllez                                                              | 2006–2009                                 | Felipe Calderón Hinojosa                  | 2006–2012                                 |
| Juan Molinar Horcasitas                                                  | 2009–2011                                 | Felipe Calderón Hinojosa                  | 2006–2012                                 |
| Dionisio Pérez-Jácome Friscione                                          | 2011–2012                                 | Felipe Calderón Hinojosa                  | 2006–2012                                 |
| Gerardo Ruiz Esparza                                                     | 2012–2018                                 | Enrique Peña Nieto                        | 2012–2018                                 |
| Javier Jiménez Espriú                                                    | 2018–2020                                 | Andrés Manuel López Obrador               | 2018–2024                                 |
| Secretario / Secretaria de Infraestructura, Comunicaciones y Transportes |                                           |                                           |                                           |
| Jorge Arganis Díaz Leal                                                  | 2020–2022                                 | Andrés Manuel López Obrador               | 2018–2024                                 |
| Jorge Nuño Lara                                                          | 2022–2024                                 | Andrés Manuel López Obrador               | 2018–2024                                 |
| Jesús Antonio Esteva Medina                                              | 2024–                                     | Claudia Sheinbaum Pardo                   | 2024–2028                                 |